# Чинцио Пасери Алдобрандини
Чинцио Пасери Алдобрандини (на италиански: Cinzio Passeri Aldobrandini; Cinzio Passeri Aldobrandini Personeni; * 1551 в Сенигалия; † 1 януари 1610 в Рим) е италиански кардинал на римо-католическата църква и от 1601 до 1607 г. папски легат в Авиньон.
Той е син на Аурелио Пасери (Персонени) и на Джулия Алдобрандини. Майка му е сестра на папа Климент VIII. Братовчед е на кардинал Пиетро Алдобрандини (1593) и чичо на кардиналите Силвестро Алдобрандини (1603) и Иполито Алдобрандини Млади (1621).
На 17 септември 1593 г. той е избран за кардинал с помощта на чичо му папа Климент VIII. Той има голямо влияние в курията.